# Нахед Хатар
Нахед Хатар (: ; Аман, 1960 — Аман, 25. септембар 2016) био је јордански писац, новинар и политички активиста.

## Рођење и младост
Нахед Хатар је рођен 1960. године у јорданском хришћанском гувернорату Фухаис, око 20 километара сјеверозападно од пријестонице Амана. Дипломирао је на Одјељењу за социологију и филозофију Универзитета у Јордану, поставши магистар филозофије у савременој салафијској идеологији.
1970-их, ’80-их и ’90-их био је много пута привођен; издржавао је неколико затворских казни, од којих су најдуже биле оне из 1977, 1979. и 1996. године. Као жртва неуспјелог атентата године 1998, морао је да изврши низ операција на свом тијелу. Исте године је био приморан и да из безбједносних разлога напусти своју домовину; преселио се у ратом разорени Либан, а до атентата живио је у Аману.

## Писање и активизам
Друштву је највише доприносио интелектуално, и то критикујући политички ислам, арапски национализам и марксизам међу арапским свијетом. Фундаментални допринос је остварио на пољу јорданске социјалне конфигурације. Као љевичар, писао је за многе непознате новине у штампаном и онлајн издању; међу њима је недјељник основан средином 1990-их, подружница новина чији је власник била Партија арапског социјалистичког препорода Јордана (арап. حزب البعث العربي الاشتراكي الأردني) која је блиска сиријском режиму, приватне дневне новине Ал Араб ел јаум (арап. العرب اليوم), уредништво Кул ел Урдуна (арап. كل الأردن) средином 2000-их итд. Од краја ’90-их до средине 2000-их био је консултант у медијима те на челу Одјељења за културу Јорданске националне банке (арап. رئيساً للدائرة الثقافية في البنك الأهلي الأردني). Дуго времена је писао као колумниста полутаблоидног либанског арапског дневног листа Ал Ахбар, али је септембра 2008. добио забрану да пише у јорданској штампи.
Својевремено је био политички активан у Јорданској комунистичкој партији (арап. الحزب الشيوعي الأردني), а потом (почетком 2000-их) и у некада активној уопштено говорећи љевичарској организацији под именом Јордански национални покрет (арап. الحركة الوطنية الأردنية) — и то као један од њених оснивача.

### Политички погледи
Хатар је био вођа неколико прогресивних и љевичарских политичких покрета, а најзначајније је поменути да је био на челу двију политичких група: Патриотски прогресивни покрет (енгл. National Progressive Current) и Јордански социјални љевичарски покрет (енгл. Jordanian Social Left Movement). Отворено је критиковао неолибералну економску политику у Јордану, укључујући 26 радова у 48 публикација и неколико чланака за либански лист Ал Ахбар. Посљедњих година, позивао је важне љевичаре на Плодном полумјесецу да се укључе у процес унификације, због сложене географске, демографске, економске и политичке везе између њихових земаља. Бранио је право арапских хришћана на оружани отпор против терористичких група као што је Ал Нусра, Ал Каида и ИДИЛ. Штавише, био је велики присталица тренутног сиријског предсједника Башара ел Асада; супротстављао се Грађанском рату у Сирији. С друге стране, Хатар је био отворено против тога да Јордан постане „алтернативна домовина” за Палестинце и бранио је палестинско право на повратак (тзв. хакалауда).

## Хапшење
Хатар је био ухапшен 13. августа 2016. године након што је на друштвеној мрежи Фејсбук објавио карикатуру мртвог џихадисте Абу Салеха како у рају лежи у шатору у кревету са двије жене, пуши цигарету и пита корпореалног бога с брадом да му донесе још вина и индијског ораха. Човјек такође наређује богу да пошаље слугу да почисти под и с њим однесе празне тањире, док једна од жена додаје да треба да се направе врата на шатору како би бог могао да куца прије него што буде улазио сљедећи пут. У опису карикатуре стајало је „раб ел Дауаиш”, односно „бог Даиша”.
Карикатуру је брзо уклонио с Фејсбука, али је иста већ покренула лавину негативних критика међу многобројним Јорданцима муслиманима који су је сматрали увредљивом за ислам. Наводи се да је контроверза изазвала више озлојеђености него када је Хатар објављивао садржаје у којима су јордански краљеви били представљани на непримјерен начин, што је одређена врста црвене линије што се тиче оскудне слободе медија у Јордану.

### Кривичне пријаве
Послије објављивања карикатуре, против Хатара је подигнута кривична пријава за подстицање „секташких сукоба и расизма”, односно кршење члана 150 Кривичног закона Јордана по којем се кажњава сваки вид изражавања које иницира секташке или расне предрасуде или подстиче на сукобе између различитих секти или раса.
Такође је због карикатуре био оптужен и за кршење члана 278 Кривичног закона Јордана, којим се забрањује објављивање штампаног материјала, слика или цртежа којима се намјерава нашкодити религијским осјећањима и убјеђењима.
Хатар је уз кауцију био пуштен 8. септембра 2016. године, 26 дана послије хапшења.

### Хатаров одговор на оптужбе
Писац је упутио извињење на Фејсбуку појашњавајући да му намјера није била да увриједи бога кроз своју карикатуру, него да је карикатура представљала „бога Даиша” и да је требало да исмијава начин на који терористи доживљавају рај.

### Реакције
Муслиманско братство у Јордану (арап. الإخوان المسلمون في الأردن) захтијевало је у званичном саопштењу да се да „максимална казна за [контроверзног] писца [Нахеда Хатара]”. Објављивање карикатуре Муслиманско братство је описало као „злочин изазивања секташког раздора међу Јорданцима”. У саопштењу за јавност је речено и сљедеће: „Ово је провокација [за] сваког Јорданца и дуготрајних вјеровања, те злоупотреба државног устава којим је прописано да је државна религија ислам.”
Фондација „Јавна ифта” у Јордану (арап. مؤسسة «الإفتاء العام» في الأردن) изјаснила се сљедећим ријечима: „Дирнуо је у божанско, вјерске симболе, и задао жесток ударац овој религији да би је осрамотио и окаљао њене концепте, те ми позивамо на најстрожије санкције.”

## Смрт
У јутро 25. септембра 2016. године, 56-годишњи Хатар је убијен с три метка која су испуцана у њега док се кретао према степеништу суда односно док је био на путу према судници у којој је требало да му се одржи заказано саслушање — испред Палате правде у Ел Абдалију, 9. дистрикту јорданске пријестонице Амана.
Према саопштењу јорданске полиције издатом непосредно након извршеног атентата, Хатару је „одмах указана помоћ и одвезен је у болницу, али недуго након што је пребачен — умро је”. У изјави полиције је такође речено да су „непосредно након пуцњаве људи из јавног обезбјеђења успјели да на лицу мјеста ухвате и разоружају особу која је пуцала из ватреног оружја те потом одмах започну истрагу против ухваћеног нападача”.

### Детаљи атентата
Мухамед ел Џагбир, један од оних који су били у присуству Хатара у моментима атентата, рекао је да је на писца пуцано у 9.15 часова — испред спољашње стране капије Палате правде, у близини степеништа које се користи за улазак. Нападач је према свједоку Мухамеду ел Џагбиру пуцао из сребрног пиштоља (калибра 9 mm), са удаљености од око једног метра, тихо мрмљајући нешто њему неразумљиво. Носио је сиву хаљину, тзв. „дишдашу”; имао је дугу браду и свијетле бркове. Нахеда Хатара је први метак погодио у прса и оборио га на земљу, након чега је нападач испуцао још неколико метака у различите дијелове Хатаровог тијела. Атентатор је покушао да побјегне кроз паркинг (гаражу) за судска возила, али га је Хатаров син који је оца из безбједносних разлога пратио на заказано рочиште — заједно с групом грађана који су се поред људи из јавног обезбјеђења затекли на мјесту злочина — сустигао и онеспособио. Ел Џагбир је такође истакао чињеницу да Хатар заправо није био ни под каквом правом заштитом, иако је суд требало да му је додијели из очигледних разлога.

#### Идентификација нападача
Нападача ухапшеног на лицу мјеста сигурносни извор, односно истражиоци јорданских безбједносних служби који су проводили истрагу убиства, идентификовао је као 49-годишњег становника источног дијела Амана по имену Ријад Исмаил Ахмед Абдалах. Абдалах је био проповједник у џамији у Аману и исламски екстремиста — припадник „Џихадистичког салафијског покрета” (арап. التيار السلفي الجهادي). Абдалах је живио на подручју Сјеверног Хашимија, гдје је и његова жртва била настањена. Један дио свог живота Абдалах је провео у Сирији; у Краљевину Јордан се вратио недавно. Џамија у Аману у којој је радио као имам налази се у сусједству Загатит, а посао је изгубио због „непоштовања највећих светиња”. Након што је у притвору провео око мјесец дана, када га се теретило се оптужбама за тероризам, новембра 2016. Абдалах је осуђен на смртну казну; погубљен је четири мјесеца послије, у зору 4. марта 2017. године, заједно са још 14 других криминалаца оптужених за тероризам и силовање малољетних.

### Реакције

#### Домаће реакције

##### Хатарова породица
У изјави коју преноси владин дневни лист Ал Раи, наводи се да су Хатарова породица и јавно мнијење били за то да се „одбија примити леш писца-хушкача који сади говор мржње” све док се суђење не заврши и не сазна да ли је сам Хатар крив или није. Касније, 28. септембра 2016. године, на инсистирање Хатарове мајке породица Хатар је пристала да прими мртво тијело.

##### Јавност
Многи конзервативни јордански муслимани осудили су Хатарово објављивање карикатуре као увредљиво. Јордански највиши вјерски званичници овлашћени за давање фатве критиковали су Хатара за, како се наводи, оно што је доживљено као „напад на нешто божанско, ислам и религијске симболе”. Међутим, такође су и осудили његово убиство.
Тарик ел Маумини, предсједник Савјета Јорданске новинарске асоцијације (арап. مجلس نقابة الصحفيين الاردنيين), рекао је да „[треба да се] осуђује овај кукавички чин на најоштрији могући начин те да дуготрајни правни процес не би требало да промијени овај став”.
Исламски акциони фронт осудио је убиство Хатара; не могавши изоставити ни критику закона, партија је напоменула и на битну улогу суда и безбједносних служби које нису обавиле свој посао како треба па би за то требало да преузму одговорност и сносе посљедице.
Јорданска инжињерска асоцијација осудила је атентат у изјави у којој је речено сљедеће: „Ми смо у правној држави и институције уживају провођење поштења и правде, поготово што је случај писца Нахеда Хатара још увијек отворен и судска пресуда се и даље чека, тако да нико не може да буде у позицији да доноси суд и изриче казне нити да их сам имплементира.”
Хезболах у саопштењу које је издао дао је сљедеће мишљење: „Био је борац значајан наспрам ционистичког пројекта, бранилац палестинског случаја и оса отпора која се бавила овим пројектом и тријумфовала на овом питању, као што је право гласа да се храбро и одлучно бори против помирења, негирања те искључивања и геноцидног покрета.”
Докторка и аналитичарка за блискоисточна питања Нирвана Махмуд (енгл. Nervana Mahmoud) објавила је 25. септембра 2016. године на свом Твитер налогу Хатарову карикатуру која га је коштала живота преведену на енглески језик, те осудила убиство и изразила жаљење што се људи и даље не могу слободно изражавати.
У складу са чланом 39 јорданског Закона о штампи и публикацијама из 1998. године, сви медији у Јордану и њихова инострана кореспонденција престали су да се оглашавају у вези са случајем убиства Хатара.

##### Влада
Јорданска влада је осудила атентат на Хатара и почела да приводи све кориснике друштвених медија ако шире говор мржње. Владин портпарол Мухамед ел Маумини, државни министар за медијска питања, назвао је Хатаров случај инцидентом и истакао да ће влада с безбједносним службама и правосуђем осудити починиоца овог гнусног злочина, те додао да ће се „закон строго примијенити на оне који су извршили овај злобни чин”.
Дан након убиства, влада је издала налог за забрану оглашавања (енгл. gag order, њем. Redeverbot) у вези с догађајем, како би истрага могла да се проводи у тајности.

#### Стране реакције
Ирина Бокова, генерална директорка Унеска, осудила је убиство Нахеда Хатара као озбиљан напад на слободу изражавања који има утицаја на јорданско друштво у цјелини.
Сара Лија Витсон, директорка Хјуман рајтс воча за Блиски исток и Сјеверну Африку, изјавила је сљедеће: „Бесмислено убиство Нахеда Хатара испред суда у Аману дошло је нетом послије владиних бесмислених оптужби против њега због карикатуре коју је поставио на својој Фејсбук страници. Арбитрарна гоњења за клевету религије стигматизују појединце и чине их метама за одметничке одмазде”.

##### Петиција
Петицијом коју су потписали писци Камал Давуд, Тахир ел Бекри и Јахја Беласкари те психоаналитичари Алис Шарки и Фатхи бин Салама, поред осталих професора, социолога, аналитичара, активиста и др. из земаља Магреба и Машрека, осуђује се негативан одговор Јорданске владе на захтјеве за заштиту Хатара упркос томе што су сви знали да пријетње постоје.

### Сахрана
Дан након што је породица Хатар преузела леш убијеног Нахеда Хатара, 28. септембра 2016. године одржана је велика сахрана на којој је присуствовало на хиљаде Јорданаца из различитих политичких и вјерских струја. На сахрану из бојажљивости нису дошли многи законодавци, бивши функционери и страначки активисти те писци, а такође је изостало и присуство званичног Амана; од истакнутих личности које су се појавиле на сахрани могу се издвојити бивши премијер Абдалах ен Нусур и бивши премијер Маруф ел Бахит. Међу јорданским високопозиционираним политичарима који су изјавили саучешће породици Хатар су и краљ Абдалах други бин ел Хусеин, предсједник Јорданског сената и бивши премијер Фејсал ел Фајиз, те тренутни премијер Хани ел Малки.
Опело је кренуо из породичне куће Хатар у насељу Џабал Луејибида у центру старог града Амана, према Латинској цркви Фухаис у којој је уз присуство великог обезбјеђења одржана хришћанска сахрана. Ковчег Нахеда Хатара је био замотан у заставу Јордана те закопан на градском гробљу Цркве Безгрешног Срца Маријиног, да Хатар почива на гробљу у свом родном мјесту Фухаису — сјеверозападно од Амана.

## Лични погледи и вјеровања
У покушају да објасни шта га је мотивисало да објави карикатуру која је напосљетку довела до његове смрти, Хатар је тврдио да је „невјерник” и да поштује „вјернике који не разумију сатиру карикатуре”. Чланак Индепендента додатно потврђује да је Хатар био атеиста, наводећи да „иако је рођен као хришћанин, сматрао се атеистом”.

## Најзначајнија дјела
- Студије у филозофији националног ослободилачког покрета (арап. دراسات في فلسفة حركة التحرر الوطني)[62][63]
- Губитници: Да ли је могуће промијенити услове игре? (арап. الخاسرون: هل يمكن تغيير شروط اللعبة؟)[62][63]
- У критицизму неолиберализма: Либерализам против демократије (арап. في نقد الليبرالية الجديدة، الليبرالية ضد الديمقراطية)[62][63][64]
- Хроника социјалног сукоба деведесетих у Јордану[62][63][64]
- Краљ Хусеин према љевичарском Јорданцу (арап. الملك حسين بقلم يساري أردني)[62][63][64]
- Либански отпор куца на врата историје (арап. المقاومة اللبنانية تقرع أبواب التاريخ)[62][63][64]
- Ирак и амерички империјални пројекат у ћорсокаку (арап. العراق ومأزق المشروع الإمبراطوري الأميركي)[62][63][64]